# Agonkanmè
Agonkanmè è un arrondissement del Benin situato nella città di Kpomassè (dipartimento dell'Atlantico) con 7.997 abitanti (dato 2006).